# Moskou Challenge

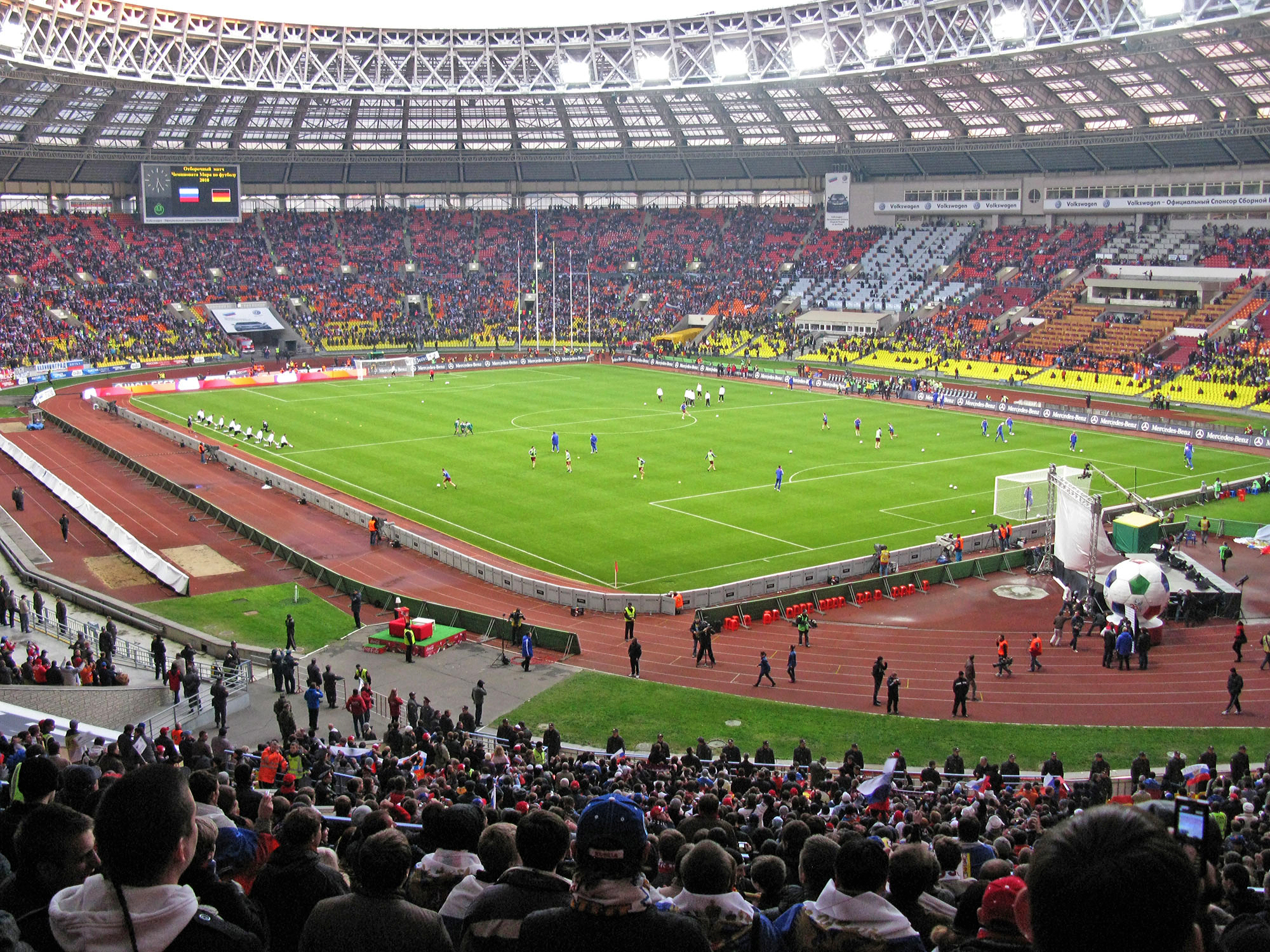
Het Olympisch Stadion Loezjniki waar de Moskou Challenge werd georganiseerd.

De Moskou Challenge is een atletiekwedstrijd die werd gehouden in Moskou (Rusland). De wedstrijd was een testwedstrijd voor de Russische atletiekbond ter voorbereiding op de wereldkampioenschappen in 2013, die eveneens in Moskou werden gehouden. De wedstrijd, die op 11 juni 2012 werd georganiseerd, was onderdeel van de IAAF World Challenge en kwam in de plaats van de Gebroeders Znamensky Memorial. De wedstrijd vond plaats in het Olympisch Stadion Loezjniki.

## Meetingrecords
| Onderdeel            | Prestatie          | Atleet                    | Nationaliteit | Datum        |
| -------------------- | ------------------ | ------------------------- | ------------- | ------------ |
| 100 m                | 10,32 s (−0,2 m/s) | Dwain Chambers            | GBR           | 11 juni 2013 |
| 200 m                | 20,58 s (−0,3 m/s) | Aleksandr Brednev         | RUS           | 11 juni 2012 |
| 400 m                | 45,51 s            | Pavel Trenikhin           | RUS           | 11 juni 2012 |
| 800 m                | 1.44,93            | Andre Oliver              | RSA           | 11 juni 2013 |
| 3000 m               | 7.59,89            | Cornelius Kipruto Kangogo | KEN           | 11 juni 2012 |
| 10.000 m             | 28.34,59           | Evgeniy Rybakov           | RUS           | 11 juni 2013 |
| 110 m horden         | 13,34 s (+0,4 m/s) | Ryan Brathwaite           | BAR           | 11 juni 2013 |
| 400 m horden         | 49,87 s            | Vladimir Antmanis         | RUS           | 11 juni 2012 |
| 3000 m steeple       | 8.20,55            | Birhan Getahun            | ETH           | 11 juni 2012 |
| hoogspringen         | 2,28 m             | Bohdan Bondarenko         | UKR           | 11 juni 2013 |
| polsstokhoogspringen | 5,60 m             | Przemyslaw Czerwinski     | POL           | 11 juni 2012 |
| polsstokhoogspringen | 5,60 m             | Anton Ivakin              | RUS           | 11 juni 2013 |
| polsstokhoogspringen | 5,60 m             | Artem Burya               | RUS           | 11 juni 2013 |
| hink-stap-springen   | 16,65 m (+0,6 m/s) | Yoann Rapinier            | FRA           | 11 juni 2013 |
| kogelstoten          | 20,86 m            | Maksim Sidorov            | RUS           | 11 juni 2012 |
| kogelslingeren       | 79,20 m            | Dilshod Nazarov           | TJK           | 11 juni 2014 |
| discuswerpen         | 64,20 m            | Bogdan Pishchalnikov      | RUS           | 11 juni 2012 |

| Onderdeel          | Prestatie          | Atlete                     | Nationaliteit | Datum        |
| ------------------ | ------------------ | -------------------------- | ------------- | ------------ |
| 100 m              | 11,19 s (−0,1 m/s) | Tameka Williams            | SKN           | 11 juni 2012 |
| 200 m              | 22,73 s (+0,5 m/s) | Marija Rjemjen             | UKR           | 11 juni 2013 |
| 400 m              | 50,78 s            | Natalja Nazarova           | RUS           | 11 juni 2012 |
| 800 m              | 1.57,93            | Maria Savinova             | RUS           | 11 juni 2012 |
| 1500 m             | 4.09,06            | Ekaterina Ishova           | RUS           | 11 juni 2013 |
| 10.000 m           | 31.07,88           | Jelizaveta Gretsjisjnikova | RUS           | 11 juni 2012 |
| 100 m horden       | 13,12 s (+0,5 m/s) | Tatyana Dektyareva         | RUS           | 11 juni 2013 |
| 3000 m steeple     | 9.35,72            | Natalya Gorchakova         | RUS           | 11 juni 2012 |
| hoogspringen       | 1,98 m             | Svetlana Shkolina          | RUS           | 11 juni 2012 |
| verspringen        | 6,79 m (+0,5 m/s)  | Veronika Mosina            | RUS           | 11 juni 2013 |
| hink-stap-springen | 14,36 m (+0,6 m/s) | Yekaterina Koneva          | RUS           | 11 juni 2012 |
| kogelstoten        | 18,39 m            | Nadine Kleinert            | GER           | 11 juni 2013 |
| kogelslingeren     | 74,28 m            | Anita Włodarczyk           | POL           | 11 juni 2013 |
| speerwerpen        | 65,94 m            | Maria Abakoemova           | RUS           | 11 juni 2013 |

Berlijn (ISTAF) · Dakar (Meeting Grand Prix IAAF de Dakar) · Hengelo (Fanny Blankers-Koen Games) · Kingston (Jamaica International Invitational) · Madrid (Meeting de Atletismo Madrid) · Melbourne (Melbourne Track Classic) · Moskou (Moskou Challenge) · Ostrava (Golden Spike Ostrava) · Peking (Beijing World Challenge) · Ponce (Ponce Grand Prix de Atletismo) · Rabat (Meeting International Mohammed VI d'Athlétisme) · Rieti (Rieti Meeting) · Rio de Janeiro (Grande Premio Brasil Caixa de Atletismo) · Tokio (Seiko Golden Grand Prix) · Zagreb (Hanžeković Memorial)